# Heteroclitopus foveolatus
Heteroclitopus foveolatus là một loài bọ cánh cứng trong họ Bọ hung (Scarabaeidae).